# Paulscherrerita
La paulscherrerita és un mineral de la classe dels òxids que pertany al grup de la schoepita. Rep el nom en honor de Paul Scherrer (3 de febrer de 1890 Saint Gallen, Suïssa - 25 de setembre de 1969 Zúric, Suïssa), físic i professor de física experimental a l'Eidgenössische Technische Hochschule de Zuric, i president de la Comissió Suïssa d'Energia Atòmica. El 1918, juntament amb Paul Debye, va desenvolupar una tècnica per a la determinació de l'estructura cristal·lina per difracció de raigs X sobre pols (tècnica Debye-Scherrer). També és conegut per l'equació de Scherrer, que descriu la dependència de l'ampliació de la línia dels raigs X reflectits de la mida del cristall per a partícules petites.

## Característiques
La paulscherrerita és un hidròxid de fórmula química UO₂(OH)₂. Va ser aprovada com a espècie vàlida per l'Associació Mineralògica Internacional l'any 2008. Cristal·litza en el sistema monoclínic.
Segons la classificació de Nickel-Strunz, la paulscherrerita pertany a «04.GA: Uranil hidròxids sense cations addicionals» juntament amb els següents minerals: metaschoepita, paraschoepita, schoepita, ianthinita, metastudtita i studtita.
Les mostres que van servir per a determinar l'espècie, el que es coneix com a material tipus, es troben conservades al Museu d'Austràlia Meridional, a Adelaida, amb el número de referència: g31382, i al Museu Geològic de Lausana, amb el codi: mgl 79287.

## Formació i jaciments
És un producte de la deshidratació de la metaschoepita, que va ser descobert a l'àrea del mont Painter, dins la regió d'Arkaroola, a la serralada de Flinders (Austràlia Meridional, Austràlia). També ha estat descrita en un parell de mines de Nou Hampshire, als Estats Units. Aquests tres indrets són els únics de tot el planeta on ha estat descrita aquesta espècie mineral.